# Naohiro Oyama
Naohiro Oyama (Kagawa, 24 april 1974) is een voormalig Japans voetballer.

## Carrière
Naohiro Oyama speelde tussen 1993 en 1997 voor Júbilo Iwata.

## Statistieken
| Japan   | Japan         | Japan           | League | League | Emperor's Cup | Emperor's Cup | J-League Cup | J-League Cup | Totaal | Totaal |
| Seizoen | Club          | League          | Wed.   | Goals  | Wed.          | Goals         | Wed.         | Goals        | Wed.   | Goals  |
| ------- | ------------- | --------------- | ------ | ------ | ------------- | ------------- | ------------ | ------------ | ------ | ------ |
| 1993    | Yamaha Motors | Football League |        |        |               |               |              |              |        |        |
| 1994    | Júbilo Iwata  | J. League 1     | 1      | 0      | 0             | 0             | 0            | 0            | 1      | 0      |
| 1995    | Júbilo Iwata  | J. League 1     | 5      | 1      | 2             | 0             | -            | -            | 7      | 1      |
| 1996    | Júbilo Iwata  | J. League 1     | 0      | 0      | 0             | 0             | 0            | 0            | 0      | 0      |
| 1997    | Júbilo Iwata  | J. League 1     | 0      | 0      | 0             | 0             | 0            | 0            | 0      | 0      |
| Totaal  | Totaal        | Totaal          | 6      | 1      | 2             | 0             | 0            | 0            | 8      | 1      |